# Chamulapita
Chamulapita es una localidad del estado mexicano de Chiapas. Es parte del municipio de Huehuetán.

## Demografía
| Gráfica de evolución demográfica |
|                                  |

| Censo | Población |
| ----- | --------- |
| 1940  | 225       |
| 1950  | 433       |
| 1960  | 526       |
| 1970  | 874       |
| 1980  | 920       |
| 1990  | 1 452     |
| 2000  | 1 447     |
| 2010  | 1 337     |
| 2020  | 1 267     |